# Asyl am Neuendeich
Das Asyl am Neuendeich war eine im Jahr 1850 auf der Grundlage einer privaten mildtätigen Stiftung gegründete geschlossene Anstalt der Inneren Mission nahe Glückstadt zum Zweck der Fürsorge für weibliche Jugendliche und Frauen. Im Jahre 1932 wurden Gebäude und Land der Stiftung mit Wirkung ab April 1933 für andere Nutzung an die damaligen „Alsterdorfer Anstalten“ (Vorgängerin der Evangelischen Stiftung Alsterdorf) verpachtet, nach dem Zweiten Weltkrieg an diese verkauft. Seit der Änderung der Organisationsstruktur der Evangelischen Stiftung Alsterdorf im Jahr 2005 wird die Einrichtung dort im Unternehmensteil „alsterdorf assistenz ost“ unter dem Namen „Wohnhaus Am Neuendeich“ fortgeführt.

## Lage und Namen
Die Einrichtung lag in der heutigen Gemeinde Blomesche Wildnis, Ortsteil Neuendeich, Am Neuendeich (Kommunalstraße 8) 175, etwa 3 km nordwestlich von Glückstadt. Der Ortsteil Neuendeich ist nicht identisch mit der östlich von Glückstadt gelegenen Gemeinde Neuendeich (Amt Moorrege, Kreis Pinneberg). Vom ersten Gebäude ist nur eine Entwurf-Skizze erhalten, die heutige Nachfolgereinrichtung „Wohnhaus Am Neuendeich“ nutzt inzwischen umgebaute und erweiterte Gebäude.
Die Einrichtung wurde im Laufe der Zeit sowohl in eigenen, als auch in amtlichen Dokumenten, im Postverkehr, in der Presse und in der Fachliteratur unter unterschiedlichen Namen geführt, so als „Asyl in der Blomeschen (auch: Blohme'schen) Wildnis am Neuendeich“, „Asyl für verwahrloste Mädchen und entlassene weibliche Gefangene in Neuendeich bei Glückstadt“, „Asyl am Neuendeich bei Glückstadt in Holstein“, „Asyl Neuendeich bei Glückstadt“, „Asyl Neuendeich“, „Asyl bei Glückstadt“, „Mädchen-Asyl in der Blomeschen Wildniss“, „Mädchen-Asyl bei Glückstadt“, „Asyl für entlassene weibliche Strafgefangene“ und „Glückstädter Asyl für junge aus dem Zuchthaus entlassene Frauenzimmer“.

## Geschichtliche Einordnung
Das Asyl am Neuendeich war Teil einer breiten Bewegung, die besonders im 19. Jahrhundert in vielen deutschen Regionen zur Gründung von Einrichtungen der allgemeinen Fürsorge und Jugendfürsorge auf Grund staatlicher, kirchlicher oder privater Initiativen führte. Auslöser waren die Veränderungen der sozialen Verhältnisse, die vom 16. bis zum 18. Jahrhundert mit dem Merkantilismus begannen und in Deutschland Anfang des 19. Jahrhunderts in die Industrielle Revolution übergingen. Die Bevölkerung nahm deutlich zu, aber die Erträge aus der Landwirtschaft hielten damit nicht Schritt, und unter der Konkurrenz der Produktion in Manufaktur und schließlich Industrie verschlechterte sich auch die Lage von Handwerk und traditionellen Gewerbezweigen. Die Landbevölkerung verarmte, in den Städten entwickelte sich ein lohnabhängiges Proletariat, die bisher vorherrschenden Strukturen der Großfamilie lösten sich auf. Um diese Entwicklung abzumildern entwickelten sich seit Beginn des 19. Jahrhunderts privat, kirchlich, gewerkschaftlich und staatlich initiierte und organisierte soziale Sicherungssysteme. Zu den frühen Vorläufern gehörten die 1698 von August Hermann Francke gegründeten Halleschen Anstalten, in der Folge gründeten weitere Privatleute protestantische und katholische Waisenhäuser. Ende des 18. Jahrhunderts errichteten viele Städte Industrieschulen (später „Fabrikschulen“). 1813 gründete Johannes Daniel Falk zu Gunsten der während der napoleonischen Kriege heimatlos gewordenen Jungen das erste „Rettungshaus“ in Weimar, es folgten ähnliche Einrichtungen 1819 durch Adalbert von der Recke-Volmerstein und 1825 durch David Traugott Kopf. 1831 wurde auf Anregung des pommerschen Oberpräsidenten Johann August Sack das „Züllchower Rettungshaus“ (die späteren „Züllchower Anstalten)“, 1833 durch Johann Heinrich Wichern nur etwa 65 km von Neuendeich entfernt das „Rauhe Haus“ gegründet. Im Jahr 1836 gründete Theodor Fliedner die Kaiserswerther Diakonie. 1849 erkannte die deutsche evangelische Kirche den Bedarf, der wirtschaftlichen und seelischen Not weiter Bevölkerungskreise durch die Gründung eines „Centralausschusses für Innere Mission“ zu begegnen. Preußen legte 1840 fest, dass beim damals üblichen Unterstellen „verwahrloster“ Kinder unter die Gewalt fremder Dritter („Haltekinderwesen“) bestimmte Mindeststandards einzuhalten seien. Zu dieser Zeit lag Neuendeich zwar noch auf dänischem Gebiet in Sichtweite der dänischen Garnisons- und früheren Residenzstadt Glückstadt. Ende Dezember 1863 aber hatten die Dänen am Vorabend des Deutsch-Dänischen Kriegs Glückstadt geräumt und deutsche Truppen ihre Nachfolge angetreten, und 1866 hatte Preußen im Rahmen der Annexion der bisherigen Herzogtümer als Provinz Schleswig-Holstein auch Glückstadt und Umgebung mit dem Asyl in sein Territorium übernommen.

## Straf- und Besserungsanstalten
Das Asyl am Neuendeich war in mehrfacher Hinsicht eng mit den Straf- und Besserungsanstalten zunächst der dänischen, dann der preußischen Obrigkeit in Schleswig-Holstein verbunden: Als der dänisch-norwegische König Frederik III. 1649 die Regierungs- und Justizkanzlei seiner Herzogtümer Schleswig-Holstein nach Glückstadt verlegte, bekam die Stadt auch ein Gefängnis. Dann wurde in dem 1736 begonnenen Neubau am Rethövel 9, wo zuvor das Rantzau-Palais gestanden hatte, ab 1739 zusätzlich ein Zuchthaus und Arbeitshaus in Betrieb genommen, in das ab 1754 auch „Tolle“ eingewiesen wurden und 1817 ein eigenes „Weiberzuchthaus“ eingerichtet wurde. 1818 wurde dann auch das „Neue Zuchthaus“ im „Alten Gießhaus“ in der Königstr. 41 errichtet, dadurch konnten 1819 die Häftlinge aus den Strafanstalten von Neumünster und Lübeck übernommen werden. 1820 wurde in der Anstalt Königstraße ein eigener Gebäudeflügel für weibliche Strafgefangene errichtet, 1833 auch das Bechtolheimische Haus am Rethövel 12 als Weiberzuchthaus genutzt. 1841 übernahmen die Glückstädter Anstalten noch die Häftlinge aus dem Zuchthaus Altona, 1850 diejenigen aus Flensburg. Damit waren alle überregionalen Strafanstalten des dänisch regierten Schleswig-Holsteins in Glückstadt zusammengefasst. Bereits 1867, also nur ein Jahr nach der Annexion durch Preußen, wurde in Glückstadt zusätzlich zu den zunächst noch fortgeführten Strafanstalten eine Korrektionsanstalt eingerichtet. Reichsweit regelte 1871 das Reichsstrafgesetzbuch in § 56 die „Zwangserziehung“ von Personen vom 12. bis 18. Lebensjahr durch Einweisung in „Erziehungs- und Besserungsanstalten“, so lange „als die der Anstalt vorgesetzte Verwaltungsbehörde solches für erforderlich erachtet, jedoch nicht über das vollendete zwanzigste Lebensjahr“. Im Jahre 1875 wurden die Zuchthäuser von Glückstadt zu Gunsten der Anstalten in Rendsburg, Lingen und Celle aufgelöst. Es blieben das Männer-Gefängnis, das in der Novelle Der Doppelgänger von 1887 von Theodor Storm eine Rolle spielte, und das Frauengefängnis am Rethövel 9 und 12 mit über 400 Sträflingen. Das Asyl erhielt nun auch weibliche „Zöglinge“ aus der Korrektionsanstalt, die 1883 mehr als 1200 „Korrigenden“ zählte.

## Gründung

Skizze des Asylheims von 1850

Protestantischer Anstaltsgeistlicher des Glückstädter Zuchthauses war von 1839 bis 1849 Pastor Friedrich August Gleiß (1811–1884). Er nahm Anstoß daran, dass es gerade den weiblichen Strafgefangenen schwerfiel, nach Verbüßung ihrer Haftstrafe wieder ins bürgerliche Leben zurückzufinden. Er nahm Kontakt zu mehreren Gründern von Einrichtungen der Jugendfürsorge auf, so zu Caroline Fliedner in der Kaiserswerther Diakonie, und rief 1844 zur Gründung einer weiteren solchen Stiftung auf, welche eine „Zufluchtstätte für entlassene weibliche Strafgefangene“ einrichten sollte. Bereits Ende Januar 1845 wurde der vorläufigen „Direction“, also dem Gründungsvorstand, mitgeteilt, dass die dänisch-norwegische Königin die Schirmherrschaft übernehmen werde. Nach schriftlicher Darstellung seines Vorhabens an die dänische Regierung auf Gottorf erhielt der Vorstand auch verwaltungsrechtlich die Zustimmung. In der Folge konnten mehrere Honoratioren aus Glückstadt und Umgebung gewonnen werden, mit deren Einlagen 1847 in der damaligen Gemarkung Blomesche Wildnis der Stendersche Hof am Neuendeich, dessen Wohngebäude gerade abgebrannt war, mitsamt 13 ha Land und dem Anrecht auf die fällig gewordene Leistung der Brandversicherung angekauft wurde. Im November 1848 war der Stiftungsvorstand komplett, ihm gehörte neben Gleiß an ein Oberregierungsrat, Kanzleirat, Oberkriegskommissar, Senator, Hauptpastor, Rektor, Kandidat und Organist. Der Vorstand erstellte die Satzung, gab den Auftrag zum Bau des Asylheims und begann um Spenden zu werben, von dem der laufende Betrieb gezahlt werden sollte. Gleiß wechselte 1849 auf die Pfarrstelle in Curau, der Heimbau wurde 1850 fertiggestellt. Das zweistöckige Haus mit etwa quadratischem Grundriss hatte im Erdgeschoss auf der einen Seite einen Eingang für die Heimleitung sowie drei Stuben für Zöglinge und eine Küche, dann in der Mitte eine Arbeits- und eine Speisestube sowie einen nicht überdachten Hofplatz, schließlich auf der anderen Seite den Eingang für die Zöglinge, zwei weitere Stuben, eine weitere Küche, eine Gästekammer und einen Abstellraum. Im Obergeschoss lagen die große Stube des „Aufsehers“ und die kleinere der „zweiten Aufseherin“, außerdem vier weitere Stuben für Zöglinge, eine Krankenstube und einige nicht gewidmete Räume. Insgesamt war also das Haus für die vorgesehene Belegung mit höchstens 12 Zöglingen auch aus heutiger Sicht recht großzügig ausgelegt.

## Karitative Ausrichtung
Ende 1850 wurde als erste „Vorsteherin“ („Heimmutter“) des Asylheims Auguste Decker berufen, eine Schwägerin des Gefängnisgeistlichen Schetellig. Das Asyl am Neuendeich nahm damit im selben Jahr wie die von Heinrich Matthias Sengelmann gegründeten Alsterdorfer Anstalten seine Arbeit auf. Decker wurde aufgetragen, das Heim als „eine rechte Anstalt der evangelischen Inneren Mission im Geiste Wicherns“ zu führen mit dem Ziel, die ihr anvertrauten aus der Haft entlassenen Frauen so bald als möglich als Dienstboten oder Mägde in private Haushalte und Pfarreien zu vermitteln. Bis dies jeweils gelang, beschäftigte sie die Zöglinge mit häuslichen und handgewerblichen Arbeiten, vor allem Spinnen, und unter Leitung eines „Ökonomen“ mit landwirtschaftlichen Tätigkeiten. Anfallende Kosten wurden durch Gottesdienst-Kollekten, Spenden, Almosen und Vermächtnisse gedeckt, die häufig von der Schleswig-Holsteinischen Ritterschaft stammten und für die beispielsweise im Sonntagsboten von Ernst Friedrich Versmann geworben wurde. Als „Hausmutter“ Decker 1887 in den Ruhestand ging, hieß es:
„Sie hatte ein warmes Interesse und ein reiches Verständnis für die Seelenarbeit, die hier zu tun war. Ihre Berichte zeigen eine herzliche Liebe zu den Gefallenen, ein gutes Geschick sie zu leiten und zu erziehen, und ein nüchternes Urteil über den Erfolg ihrer Tätigkeit. Sie hat Gutes und Böses in ihren Zöglingen erlebt, wie manche gerne loswerden wollte von ihrem alten Leben und nicht frei werden konnte, wie einige entliefen, einige immer wieder kommen, einige auch gute Menschen wurden. […] Das Hauptmittel der Seelenpflege, Gottes Wort, war ihr wohl vertraut, sie lebte darin und wußte es zu gebrauchen. An den Sonntagen ging sie mit ihren Zöglingen in die Kirche.“

## Betriebswirtschaftliche Ausrichtung
Der Vorstand der Asyl-Stiftung bestand 1887 aus dem Gefängnis-Direktor Migula als Vorsitzendem sowie dem Glückstädter Bürgermeister Brandes, Pastor Carl Lensch aus Borsfleth, zwei weiteren Pastoren, einem weiteren „Direktor“ und dem Eigentümer des benachbarten Landguts. Sie fasste in dieser Zeit zwei Beschlüsse, die den Charakter des Asyls verändern sollten: In den letzten Jahren war es immer schwieriger geworden, die Kosten des Asyls zuverlässig durch Spenden abzudecken. Daher sollte zukünftig die landwirtschaftliche Nutzung der Stiftungsflächen intensiviert werden, um die Selbstversorgung zu sichern und die überschüssige Produktion zu vermarkten. Dabei nahm man nun ausdrücklich Bezug auf den Leitspruch „ora et labora“, den die Innere Mission aus Klosterregeln entlehnt hatte. Außerdem sollte, um dem neuen Ziel näher zu kommen, in Nachfolge der ersten Heimmutter nun ein kinderloses Elternpaar als Heimleitung eingestellt werden, von dem der Heimvater eigene landwirtschaftliche Erfahrung mitbringen musste.

Stellenbeschreibung für Heimeltern 1887

Der Vorstand begann die Suche nach solchen Heimeltern zunächst durch interne Anfragen in ähnlichen Einrichtungen. Sie konnten, so wie Johann Hinrich Wichern konnte in seinem Schreiben vom 16. Juni 1887, niemanden benennen. Anfang Juli 1887 ließ der Vorstand daher in der Regionalpresse eine Stellenanzeige veröffentlichen. Einen Tag darauf empfahl der Landesverein der Inneren Mission Neumünster zwei Kandidaten, darunter ein Ehepaar Böhmer, das als „Parzellisten“ (Kleinbauern) sechs Jahre bei Süsel gelebt hatte und nun als Heimeltern in der zur Inneren Mission gehörenden „Herberge zur Heimat“ in Eutin arbeitete. Böhmer wurde auf das Inserat hingewiesen und bewarb sich, die von ihm benannten Leumundszeugen, ein Pastor aus Süsel und ein Kirchenrat aus Eutin, stellten ein gutes Zeugnis aus, seine Frau war früher Diakonisse. So erhielt das Ehepaar Böhmer den Zuschlag und nahm im Oktober 1887 seine Tätigkeit als Heimeltern des Asyls am Neuendeich auf.
In den folgenden Jahren wurde das Asylheim bis zu seiner vollen Kapazität belegt. Böhmer erweiterte wie gewünscht die landwirtschaftlichen Einkünfte und es gelang ihm, vom Vorstand eine landwirtschaftliche Saisonkraft gestellt zu bekommen, da die vermehrte Arbeit auf dem Feld die weiblichen Zöglingen überfordere. Dennoch blieb der Druck des Stiftungsvorstands auf die Heimeltern und über diese auf die Zöglinge offenbar erheblich. 1892 machte der Vorstand dem Heimvater Böhmer zwei Vorwürfe: Zum einen erziehe er nicht streng genug. Zum anderen machte sie ihn dafür verantwortlich, dass immer wieder einige der zwangseingewiesenen Zöglinge „entliefen“ – wie es allerdings schon zur Zeit seiner Vorgängerin der Fall gewesen war. Im Interesse der Zöglinge und zu seiner Verteidigung führte Böhmer zu diesen Vorwürfen aus:

„[…] so haben wir sie erzogen nach Gottes Wort, mit Liebe, Geduld und Freundlichkeit; wenn dies aber durchaus nicht ausreichte, hat sie auch eine ganz gelinde Züchtigung erhalten, und wenn wir uns einen Vorwurf machen müssten, so ist es der, daß wir sie noch viel zu gelinde behandelt haben, ich habe mir auch früher in außerordentlichen Fällen, so z.B. wenn die Mädchen sich schlugen, eine Ohrfeige erlaubt, es jetzt aber seit langem nicht mehr gethan, weil selbst als falsch erkannt und lieber eine andere kleine Strafe dafür erteile […] Was nun überhaupt das Weglaufen anbetrifft, so hat dies lediglich seinen Grund in der großen Trägheit sämtlicher Mädchen und der vielen übermäßigen Arbeit […] welches ich jedoch nicht ändern kann, da ich die Geldverhältnisse des Asyls nicht kenne, mit keinem oder immer sehr geringen Bestand auch wirtschafte und niemals weiß, ob es die Mittel erlauben, fremde Hülfe einzusetzen oder nicht, also auf eigene Kraft angewiesen bin und die Mädchen anhalten muss mit mir zu arbeiten.“

Für den Stiftungsvorstand war das Entlaufen von Zöglingen nicht nur aus pädagogischen Gründen ein Problem, denn die „entlaufenen“ Zöglinge berichteten – erwartungsgemäß – nicht gerade gut über ihren Aufenthalt im Asyl. Im Frühjahr 1895 zog der Vorstand daraus die Konsequenz, sich bei Dritten über den Leumund ihres Heimvaters zu erkundigen. Darauf gab ein befragter Pastor diese Auskunft: „Über die Hauseltern des Asyls ist mir von entlaufenen Mädchen nichts Nachteiliges berichtet worden. Die Mädchen haben nur manchmal über schwere Landarbeit geklagt und geäußert, daß sie im Asyl nicht sein möchten, gegen die Hauseltern aber keine Vorwürfe ausgesprochen.“ Vor dem Hintergrund der Ereignisse um die beiden Nachfolger des Ehepaars Böhmer ist diese Aussage bemerkenswert. Der Vorstand jedenfalls konnte Böhmer auf dieser Grundlage keine Verfehlungen vorwerfen, der wirtschaftliche Druck und die pädagogischen Erwartungen blieben aber bestehen. Böhmer reichte daher wenige Monate später für sich und seine Frau die Kündigung ein und verließ im November 1895 das Asyl.

## Krise durch zwei Skandale
Nach der Schließung der Frauenabteilung des Glückstädter Gefängnisses im Jahr 1897 kamen für das Asyl am Neuendeich als Zöglinge nur noch entlassene Strafgefangene von außerhalb der Region und weibliche Entlassene der Glückstädter Korrektionsanstalt in Betracht. Das Asyl beherbergte daher zeitweise weniger als fünf Zöglinge. Ein Angebot durch Pastor Friedrich Gleiß, Leiter des Landesverbandes der Inneren Mission Schleswig-Holstein, das Asyl in eine Einrichtung dieses Landesverbands zu überführen, lehnte der Asyl-Vorstand ab. So wäre das Asyl vielleicht aus dem öffentlichen Bewusstsein entschwunden, wenn nicht um zwei der folgenden Heimväter schwere rechtliche Vorwürfe aufgekommen wären:
Nach dem Abschied von Ehepaar Böhmer 1895 entschied der Stiftungsvorstand, den bisherigen Bahnhofsportier Otto Ludwig Fröndt als Heimleiter einzustellen. Er entsprach allerdings – ebenso wie seine beiden Nachfolger – nicht den Ansprüchen, welche der Vorstand noch 1887 bei der internen und öffentlichen Ausschreibung der Stelle formuliert hatte: Fröndt war ein lediger Mann und besaß weder pädagogische Ausbildung noch Erfahrung noch eine Verbindung zur Inneren Mission. Ende 1902 beschuldigten zwei frühere Zöglinge Fröndt der Nötigung und des sexuellen Missbrauchs. Zunächst kam es noch nicht zu einer rechtlichen Klärung, Fröndt wurde lediglich dazu gebracht, zum Ablauf des ersten Quartals 1903 aus dem Asyl auszuscheiden. Anfang 1904 allerdings wurde er in einen Unterhaltsprozess verwickelt, in dem von der Kindsmutter neben vielen anderen früheren Zöglingen auch die vorgenannten beiden als Belastungszeugen benannt wurden. Das Landgericht Itzehoe nahm nun auch die früheren Vorwürfe in die Verhandlung auf und verurteilte Fröndt im Oktober 1904 wegen wiederholter unsittlicher Handlungen an Kindern unter 14 Jahren rechtskräftig zu drei Jahren Zuchthaus. Für das Asyl am Neuendeich war der Vorgang umso schädlicher, als in der veröffentlichten Urteilsbegründung dargestellt wurde, im Asyl hätten damals „geradezu verfaulte Zustände geherrscht“, die dort internierten Mädchen seien „geradezu für das Laster vorbereitet worden“.
Der Stiftungsvorstand hatte mittlerweile übergangsweise für die Zeit bis September 1903 eine andere Person zum Heimleiter berufen, deren bisherige Tätigkeit als Bahnhofsvorsteher aber ebenfalls eine Qualifikation für diese Aufgabe nicht erkennen ließ. Für die Zeit ab Oktober 1903 hatte sich der Vorstand dann auf Friedrich Wilhelm Joachim Colander und seine Frau als neues Heimleiter-Paar geeinigt. Colander war zwar als Förster von der Ausbildung her für die neue Aufgabe auch nicht qualifiziert, hatte mit seinen 27 Jahren noch wenig Lebenserfahrung und war zudem im Begriff, eine Stelle in Ostdeutschland anzunehmen. Sein Vater Gustav Adolf Colander, Jahrgang 1842, war aber nicht nur Vorsitzender des Stiftungsvorstands, sondern zudem Direktor der Korrektionsanstalt, „Ehrenwart“ des Deutschen Flottenvereins und Stadtverordneter, mithin eine einflussreiche Person. Er setzte zusammen mit Vorstandsmitglied Bürgermeister Brandes gegen die Stimme der beiden im Vorstand vertretenen Pastoren – unglücklicherweise – die Berufung seines Sohnes durch.

Asylheim nach Erweiterung von 1905

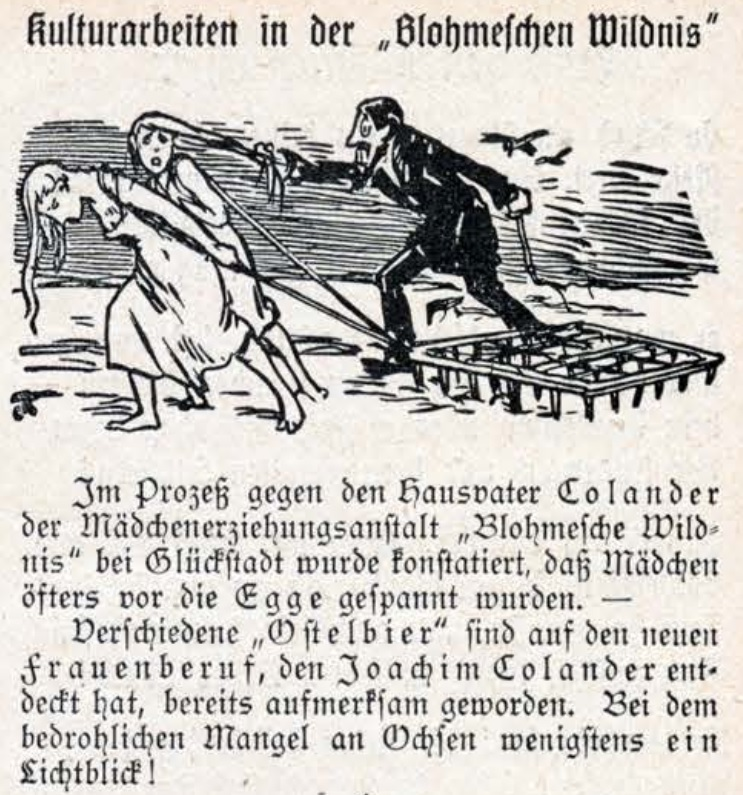
Das Bild verknüpft sarkastisch die brutalen Zustände im Mädchenasyl in der Blohmischen Wildnis mit den Arbeitsbedingungen in den Landwirtschaft unter den ostelbischen Junkern.

Zunächst kehrte zwar wieder Ruhe in das Asyl ein, seine Kapazität wurde sogar durch einen Anbau auf nunmehr 32 Plätze erweitert. Das erleichterte die Unterbringung von Zöglingen, für welche sich 1900 auf der Grundlage des Gesetzes über die Fürsorgeerziehung Minderjähriger die Jugendbehörde der Provinzial-Verwaltung acht Plätze im Asyl gesichert hatte. Dann aber bahnte sich der zweite Skandal um das Asyl am Neuendeich an: Die Heimeltern wurden von Zöglingen und deren Angehörigen wegen Misshandlung und Nötigung angezeigt. Beide Colanders wurden daraufhin angeklagt, in den Jahren von 1904 bis 1908 in einer großen Anzahl von Fällen ihnen von der Landesaufsichtsbehörde übergebene Zöglinge körperlich misshandelt, der Freiheit beraubt und genötigt zu haben, indem sie sie mit Stöcken, und Peitschen züchtigten, zur Duldung der Misshandlungen nötigten und die Freiheitsberaubung durch Arreststrafen verursachten. Im Januar 1909 fand die Verhandlung vor der Strafkammer des Landgerichts Itzehoe statt. Das Gericht warf dem Asyl-Vorstand zwar vor, bei der Berufung des Heimvaters eine falsche Auswahl getroffen und anschließend auch noch unzureichend Aufsicht geführt zu haben, ließ es bei dieser Kritik aber bewenden. Auch in Bezug auf die Angeklagten zeigte das Gericht Milde: Es schloss einige der Vorwürfe wegen mangelnder Beweise aus, hielt dem Angeklagten zugute, er habe es „mit einem schlechten Menschenmaterial zu tun“ und keine Vorbildung gehabt und sei noch jung. Daher verurteilte das Gericht den Heimvater wegen vorsätzlicher Körperverletzung und Nötigung lediglich zu einer Haftstrafe von neun Monaten Gefängnis, seine Ehefrau wurde sogar freigesprochen. Der Prozess und das vielfach als zu mild empfundene Urteil hatten indes nicht nur in der norddeutschen, sondern auch in der Berlin Presse Beachtung gefunden. Einige Autoren sahen darin „über die Ungeheuerlichkeit des einzelnen Falls hinaus“ ein warnendes Beispiel, durch das „schwere Mängel des Systems sichtbar geworden sind“, das gerade durch das 1900 erlassene preußische Gesetz für die Fürsorgeerziehung Minderjähriger und die ebenfalls 1900 im BGB verankerte Stärkung der Eltern gegenüber dem Staat geregelt schien, die „Missverhältnisse wie in Glückstadt“ aber tatsächlich nicht verhinderte. Selbst im Deutschen Reichstag wurden die Strafverfahren gegen die Heimeltern Colander über Jahre hinweg zum Thema:

„Ich meine jenen traurigen Fall, der sich vor den Richtern in Itzehoe abgespielt hat. […] ich bin indessen der Meinung, daß dieser Fall uns Anlaß geben sollte, ernstlich zu prüfen, ob wir nicht die Frage der Fürsorge mit in den Kreis der reichsgesetzlichen Aufgaben zu ziehen hätten. […] Meine Herren, welch ein toller, unbeschreiblicher Zustand, daß unter der Aufsicht einer Staatsbehörde ein junger Förster, der gar keine Bezehungen zu einem so verantwortlichen, schwierigen und delikaten Amte hat, einfach aus seiner Försterkarriere herausgerissen wird und nun Erzieher dieser zum Teil unglücklichen, zum Teil verwahrlosten Mädchen wird, und im Besitze des Amtes dieses Erziehungsrecht in einer geradezu barbarischen, fast möchte ich sagen, wahnsinnigen Weise ausübt. […] Daß der eigene Vater über die Ernennung des Leiters dieser Fürsorgeanstalt zu entscheiden hat, also nicht Vetterschaft, sondern Vaterschaft. Das ist doch wirklich ein ungeheuerlicher Zustand.“

Ein Jahr später mahnte ein anderer Reichstagsabgeordneter: „Verlassen wir uns nicht darauf, daß erklärt wird, die Jugendlichen kommen in Erziehungsanstalten u. dgl. Ich erinnere Sie an das, was wir aus den Erziehungsanstalten heraus gehört haben, an die Greuel der Blohmeschen Wildnis“. Denn, so ergänzt derselbe ein Jahr darauf: „Meine Herren, ich könnte Ihnen andere Fälle nennen aus dem Osten, aus dem Westen, aus der Blohmeschen Wildnis, über eine Reihe von Heuchlern, von sogenannten Vorstehern von Fürsorgeanstalten“.
Das Ansehen des Asyls wurde damals zusätzlich dadurch geschädigt, dass der Stiftungsvorstand an Stelle der vor Gericht gebrachten Heimeltern zunächst keine andere Heimleitung bestellt hatte. Daraufhin sollen im Asyl „anarchische Zustände“ geherrscht haben. Von den 29 Zöglingen hätten 17 die Einrichtung verlassen, elf von ihnen sei es zuvor gelungen, in die Kleiderkammer des Asyls einzubrechen und ihre Anstaltskleidung („blaupunktiertes Kleid mit schwarzem und grünem Band“) gegen normale auszutauschen. In einer Zeit, in der Frauen nicht nur vom Stimmrecht in den Reichstagswahlen ausgeschlossen waren, sondern sogar hinsichtlich ihres Aufenthaltsorts und einer Berufstätigkeit auf die Zustimmung eines Vormunds angewiesen waren, löste das gehäufte Auftreten dieser Zöglinge im benachbarten Glückstadt besonderes Aufsehen aus. Die Glückstädter Polizei sei vom Bürgermeister (selbst Mitglied des Asylvorstands) alarmiert worden und habe „den ganzen Tag damit zu tun [gehabt], die Mädchen wieder einzufangen“. Die satirische Zeitschrift Jugend zeigte eine Karikatur von zwei vor die Egge gespannten Mädchen als neuen „Frauenberuf“.
Nach dem Urteil legte Heimvater Colander Berufung ein, außerdem ordnete das Reichsgericht die Neuaufnahme des Prozesses an. Im Gerichtssaal widersprachen sich der als Zeuge geladene Vater Colander und sein angeklagter Sohn in einem wichtigen Punkt: Ersterer machte geltend, er habe körperliche Züchtigungen ausdrücklich untersagt, letzterer dagegen, eine derartige Auflage nie erhalten zu haben, im Gegenteil habe der Vertreter der Aufsichtsbehörde ihm erklärt, dass er „streng vorgehen“ müsse. Die erneut geladenen Zeuginnen entlasteten den Angeklagten. Das Strafgericht Itzehoe ging auf die Widersprüche nicht weiter ein. Anfang Juli 1909 revidierte es sein Urteil auf nur noch acht Monate Gefängnis für den Angeklagten. Seine Ehefrau blieb straffrei, auch blieben die fehlerhafte Auswahl des Stiftungsvorstands bei der Berufung der Heimeltern, der offenkundige Nepotismus und die folgende mangelnde Aufsicht des Vorstands und der staatlichen Stellen ohne rechtliche Folgen. Nach dem Urteil allerdings gestanden einige der ehemaligen Zöglinge, aus Furcht vor Heimvater Colander zu dessen Gunsten vor Gericht Meineide geschworen hatten. Daraufhin wurde vor dem Schwurgericht Altona ein dritter Prozess zur erneuten Beweisaufnahme bezüglich der alten Vorwürfe und zusätzlich wegen des Vorwurfs der Verleitung zum Meineid durch die Heimleiter und des Ableistens eines Meineids durch einige der Zeuginnen eröffnet. Schließlich wurden zwar die Zeuginnen vom Vorwurf des Meineids freigesprochen, Heimvater Colander aber wegen versuchten Verleitens hierzu und wegen der übrigen Vorwürfe zu nunmehr eineinhalb Jahren Zuchthaus und drei Jahren Ehrverlust verurteilt, seine Ehefrau dagegen erneut freigesprochen. Die früher meineidigen Heimbewohnerinnen wurden im selben Verfahren ebenfalls freigesprochen. Der inzwischen ohnehin 67-jährige Vater Colander trat von seinem Amt als Leiter der Korrektionsanstalt zurück, dafür blieben die schweren Versäumnisse des Asylvorstands und der staatlichen Aufsicht, obwohl aktenkundig, erneut ohne rechtliche Folgen.

## Das Ende des Asyls
Nach kurzem Einsatz der beiden Vorstandsmitglieder Bürgermeister Brandes und Pastor Holst als Heimleiter hatte die ledige Johanne Holm, Schwägerin von Holst, das Amt der Heimmutter übernommen. Es folgten ihr die ebenfalls unverheirateten Heimmütter Frank (1911–1914), Andrea Hansen (1914–1922) und Adelheid Bischhoff (1922–1933).
In der Zeit von Heimmutter Hansen kam das Asyl auch in Kontakt zu dem Arbeiter- und Soldatenrat, der sich nach der Novemberrevolution auch in Glückstadt gebildet hatte. Er inspizierte bereits im November 1918 die Korrektionsanstalt, von der nicht nur einige der Zöglinge des Asyls gekommen waren, sondern deren Direktor Heinrich Finnern zugleich Vorstandsmitglied der Asylstiftung war. Ein Zögling des Asyls bat zwei Monate darauf den Arbeiter- und Soldatenrat um „Begnadigung“ und Entlassung aus dem Asyl.
Nach 1909 kam es zwar nicht zu weiteren Vorwürfen der Misshandlung oder des Missbrauchs. Dafür aber verschlechterte sich die wirtschaftliche Lage des Asyls sowohl entsprechend der allgemeinen Not während des Ersten Weltkriegs und der folgenden Weltwirtschaftskrise, als auch auf Grund geänderter Schwerpunkte in der kirchlichen und staatlichen Sozialpolitik. Nicht nur bei staatlichen Stellen, sondern auch in der Inneren Mission verschob sich das Gewicht der Argumente von der christlich-karitativen Hilfe über die volkswirtschaftliche Nützlichkeit bis hin zum blanken Sozialdarwinismus.
So wuchs einerseits der Erwartungsdruck in der Gesellschaft hinsichtlich einer wirtschaftlichen Selbständigkeit der Einrichtung. Andererseits hatten Vertreter von Arbeitnehmerinteressen seit 1919 an Gewicht gewonnen. Sie kritisierten die gesetzes- und verfassungswidrige Ausnutzung der wirtschaftlichen Not auf Kosten auch der in verschiedene Einrichtungen zur Arbeit verpflichteten Insassen. So bemängelte die Arbeiterwohlfahrt 1929 „in trauter Parität überschreiten evangelische, katholische und jüdische konfessionelle Anstalten die gesetzliche Arbeitszeit, 9 ¾–10 ¼ stündige Arbeitszeit ohne Fortbildungsunterricht geben das Asyl Neuendeich in Holstein […] an“.
Das Asyl stand zudem in Konkurrenz zu ähnlichen Einrichtungen, die der Staat inzwischen selbst unterhielt, so 1926 im ehemals Blome'schen Schloss Heiligenstedten ein Heim für schwer erziehbare Jugendliche. Rückblickend anlässlich der Feier von 1950 zum 100-jährigen Jubiläum des Asyls erinnerte sich daher der Chronist:

„So fröhlich wir 1925 unser 75 jähriges Jubiläum gefeiert haben, ebenso schwer wurde unsere Arbeit in den nächsten Jahren getroffen von der allgemeinen Wirtschafts- und Finanzkrise und politischen Einstellung derer, welche die Fürsorgezöglinge unserer Anstalt sonst zugewiesen hatten ! Die Folge war, dass unser Haus, wo doch nur 1,70 RM pro Tag und Zögling als Kost- und Pflegegeld erhoben wurde, immer leerer wurde, während im Schloss zu Heiligenstedten von den damaligen Provinzbehörden gern 5,- RM pro Tag und Zögling gezahlt ward !“

Der Stiftungsvorstand musste also um das wirtschaftliche Überleben der Einrichtung besorgt sein. Zufällig plante in diesen Jahren Pastor Paul Stritter, Leiter der Alsterdorfer Anstalten, eine Auslagerung der Anstalt zu Gunsten eines Lebens fernab der „Anfechtungen der Großstadt“. Als erster Schritt gelang es ihm, das Landgut Stegen nördlich von Hamburg als landwirtschaftliche Außenstelle zu erwerben. Da kam der Wunsch des Stiftungsvorstands des Asyls am Neuendeich nach Anlehnung an einen wirtschaftlich starken Partner gelegen. Pastor Friedrich Karl Lensch, seit 1930 Nachfolger Stritters, einigte sich im selben Jahr mit Pastor Carl Lensch, Mitglied des Asylvorstands, auf einen Vertrag: Zunächst wurden sämtliche Gebäude des Asyls renoviert, dann diese und in zwei Etappen auch das gesamte Land für zunächst fünf Jahre an die Alsterdorfer Anstalten verpachtet. Ab 1933 nutzten die Alsterdorfer Anstalten Einrichtung und Land des bisherigen Asyls einerseits unter Leitung aus Hamburg entsandter Schwestern und Pflegerinnen mit der bisherigen Heimmutter Bischhoff als Oberschwester als Heim für geistig behinderte Mädchen und andererseits als Landerholungsheim für das eigene Personal. Die Zöglinge der Alsterdorfer Anstalten am Neuendeich wurden ausdrücklich als „leichtkranke aber noch arbeitsfähige schwach-sinnige weibliche Pfleglinge“ bezeichnet. So konnten sie der nationalsozialistischen Diskriminierung als „lebensunwertes Leben“ und „unnütze Kostgänger“ entgehen und es kam am Neuendeich anders als in Alsterdorf nicht zu fragwürdigen medizinischen Experimenten und zu „Selektionen“ mit dem Ziel der „Euthanasie“.

## Würdigung
Die Zöglinge der Einrichtung wurden auch im amtlichen Schriftverkehr dem damaligen Sprachgebrauch und gesellschaftlichen Verständnis entsprechend gelegentlich als „gefallene Mädchen“, „arbeitsungewohnt“ und „verwahrlost“ bezeichnet. Das zeigt, dass sie moralisch und teilweise auch rechtlich außerhalb der Gesellschaft standen. Ausdrückliches Ziel des Asyls am Neuendeich war die körperlich-seelische Wiederherstellung und danach die Wiedereingliederung dieser Personen in die damalige Gesellschaft. Der Vorstand hat keine Angaben dazu gemacht, wieweit dem Asyl dies gelungen ist.
Nur rückblickend und ungefähr schätzte der zeitweilige Vorsitzende der Stiftungsvorstands Pastor Carl Lensch: „Mit 75 % Erfolg etwa war diese Innere Missions-Arbeit in unserer Anstalt in dieser Zeit gesegnet“. Die konkretesten Angaben zur Wirksamkeit stammen aus der Zeit des Heimvaters Böhmers. In einem Schreiben „an die hochverehrliche Direktion“ führt er aus:

„Betreffs des erwähnten Erfolgs meiner Arbeit mache ich die Bemerkung, daß von 45 aufgenommenen Mädchen 16 in ordentlichen Verhältnissen leben: 6 verheiratet, 1 mit einem ordentlichen Mann verlobt und 9 in Dienstverhältnissen sind.“

Da der Vorstand diese Angaben überprüfen konnte, darf angenommen werden, dass Böhmer sie soweit zutreffend gemacht hat, sie würden aber für eine erfolgreiche Wiedereingliederung von nur etwa einem Drittel der Zöglinge sprechen. Heutigen Ansprüchen an eine soziologische Auswertung allerdings können die Angaben Böhmers ohnehin nicht genügen, und leider muss die Zeit des Asyls von 1850 bis 1895 unter Heimmutter Decker und Heimeltern Böhmer eher als glückliche Ausnahme angesehen werden. Schon angesichts der hohen Quote an eigenmächtigem Verlassen der Einrichtung, zumindest aber angesichts der Zustände, wie sie die Beweisaufnahme in den Strafprozessen von 1904 und 1909 erbracht hat, dürfte also das Asyl seinen bei der Gründung selbst gestellten Zielen kaum gerecht geworden sein. Dem standen bei allem Engagement einzelner Personen einerseits die unzureichende personelle und materielle Ausstattung, andererseits unzureichende Qualifikation, Interessenkonflikte und schwere Versäumnisse des Vorstands bei der Personalauswahl sowie die unzureichende Aufsicht durch Vorstand und Behörden entgegen.